# نورتلند یوتیلیتیز
نورتلند یوتیلیتیز (انگلیسی: Northland Utilities) شرکت برق کانادایی است، که در سال ۱۹۵۱ تأسیس شد.